# Зрече-Дуже
Зрече-Дуже (пол. Zrecze Duże) — село в Польщі, у гміні Хмельник Келецького повіту Свентокшиського воєводства.
Населення — 260 осіб (2011).
У 1975-1998 роках село належало до Келецького воєводства.

## Демографія
Демографічна структура на день 31 березня 2011 року:
|          | Загалом | Допрацездатний вік | Працездатний вік | Постпрацездатний вік |
| -------- | ------- | ------------------ | ---------------- | -------------------- |
| Чоловіки | 129     | 24                 | 96               | 9                    |
| Жінки    | 131     | 27                 | 76               | 28                   |
| Разом    | 260     | 51                 | 172              | 37                   |